# Uplistsikhe
Uplistsikhe (en georgià: უფლისციხე), literalment 'fortalesa del senyor'), és una antiga ciutat de coves excavades en la roca, un dels assentaments urbans més antics del territori de Geòrgia. Uplistsikhe està tallada en roques i situada a 12 km a l'est de la ciutat de Gori, al marge esquerre del riu Kura i a la regió de Xida Kartli, a 70 km a l'oest de Tbilisi. La ciutat, que va ser fundada a la fi del II mil·lenni aC o principis del I mil·lenni aC, va experimentar diversos alts i baixos i va ser finalment abandonada al segle xix; és, per tant, un jaciment arqueològic de múltiples capes, i és considerat com un dels monuments més importants de la cultura georgiana. La singularitat del monument resideix que, gràcies a la seva estructura, ha conservat les restes d'edificis arquitectònics i religiosos construïts al llarg de diversos mil·lennis. Durant el seu apogeu, Uplistsikhe incloïa més de 700 coves i estructures rupestres, de les quals únicament 150 han sobreviscut.
La ciutat d'Uplistsikhe ha estat inclosa en la Llista del Patrimoni Mundial de la UNESCO des del 24 d'octubre de 2007; també ha estat inscrita en la llista dels Monuments Culturals destacats de Geòrgia, el 3 d'octubre de 2007.

## Origen del nom
L'assentament s'anomenava «Uplistsikhe» ja en el període antic. Les referències dels historiadors georgians medievals connecten la base de l'assentament amb el mític «Uplos, fill de Mtskhetos», i l'autenticitat d'aquestes fonts, en general, es confirma amb materials arqueològics. D'acord amb això, en la literatura científica el nom Uplistsikhe està associat amb Uplos. Tanmateix, en les fonts més populars, es va fer una altra interpretació del nom, basada en el georgià modern, en el qual «Uplis» s'associa amb el «sobirà» nominal: Uplistsikhe (en georgià: უფლისციხე), «fortalesa del senyor».

## Història
Uplistsikhe ha estat esmentat repetidament en els escrits dels historiadors medievals georgians, per la qual cosa la ciutat antiga mai no va ser oblidada per la història. Per exemple, l'historiador i geògraf del segle xviii, Vakhushti Bagrationi, va escriure que Uplistsikhe era una ciutat abans de la invasió mongola: 
| « | ... està ara destruïda. Hi ha edificis inusuals, tallats en la roca, grans sales desaparegudes, també en la roca; existeix un gran túnel perforat cap al riu Kura. A l'oest hi ha un penya-segat i al seu interior hi ha enormes coves, ara inaccessibles. Es pot imaginar guerrers que surten de les coves amb fletxes i llances, genets en marxa, i aquest lloc, que és considerat com una profecia, s'anomena Uplistsikhe. | » |

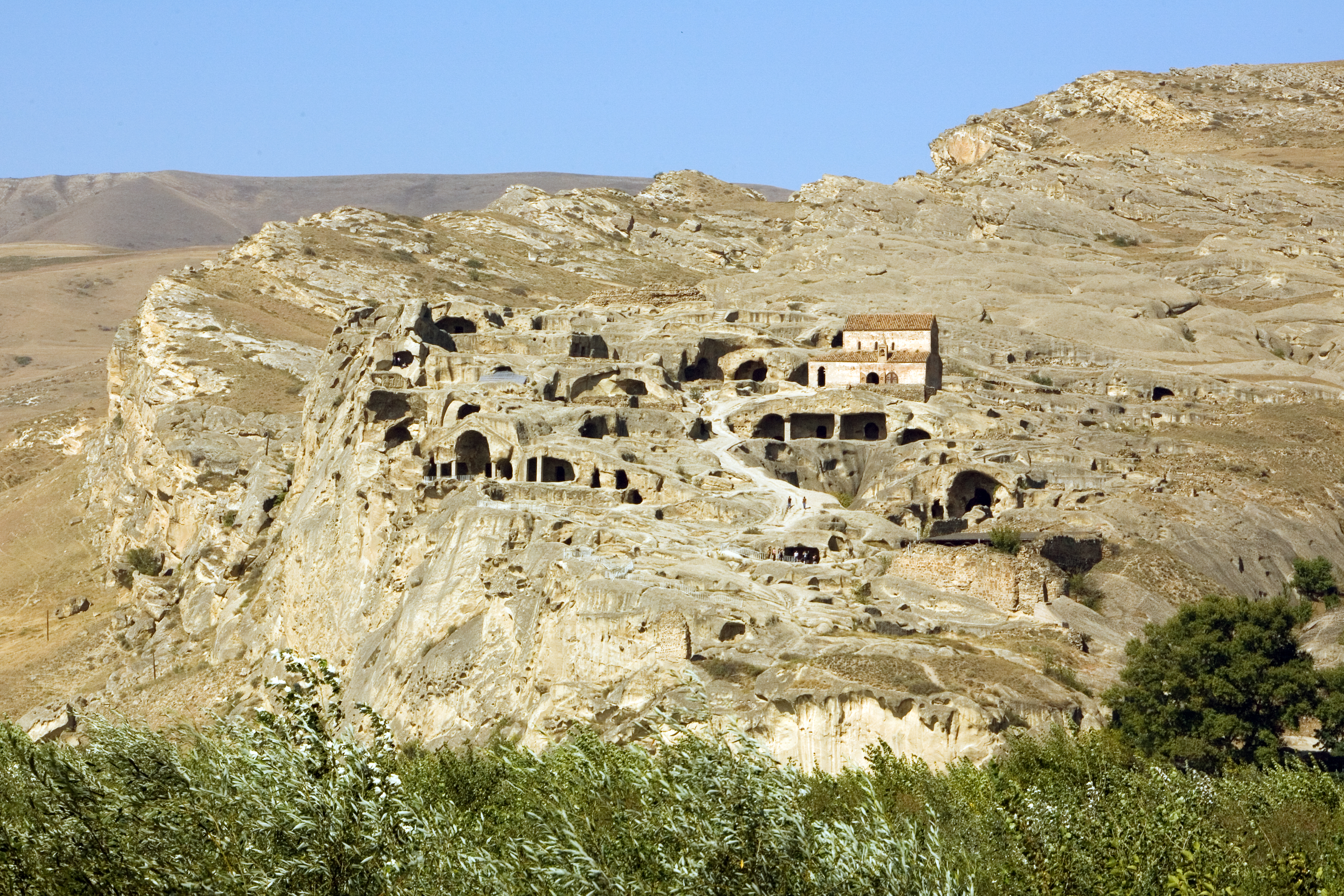
Vista de l'assentament des del sud-est

Fins mitjan segle xx, Uplistsikhe també es va esmentar en una sèrie de treballs descriptius, i el 1957 va començar l'estudi científic sistemàtic del monument. De llavors ençà, ha estat estudiat per la complexa expedició arquitectònica i arqueològica del Museu Nacional d'Art de Geòrgia sota la direcció de S. Amiranashvili i T. Sanikidze. Durant l'estudi, l'antic assentament es va netejar, amb l'ajut d'estructures addicionals de formigó armat, es van fortificar algunes estructures i es van cobrir i van deixar inactives d'altres. L'expedició de 1977-1978 va fer la descoberta més significativa: trobà al barranc del costat sud del monument, a una profunditat de sis metres de la superfície primària, un tresor amagat de la primera època de la vida de la ciutat, els objectes del qual van ser duts a museus georgians. La descoberta va il·luminar sobre algunes de les circumstàncies de la vida de la ciutat i va confirmar una sèrie de suposicions sobre el propòsit dels objectes de culte a Uplistsikhe. Algunes parts de la zona oriental de l'assentament continuen sent descobertes i preservades per a futures investigacions.

### Tresor d'Uplistsikhe

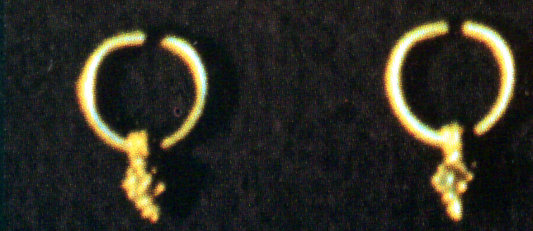
Mostra del tresor d'Uplistsikhe. Grup arqueològic de Tamaz Yevgenievich Sanikidze

El tresor estava amagat en una estructura amb pis d'argila, els contorns de la qual no van poder establir-se; el terra estava completament cobert de bols daurats, arracades i collarets. També hi havia tres plats de mides força grans: un d'ells té la forma d'una palmeta triangular i dos més amb la imatge del lotus. Tots ells, sens dubte, adornaven la mortalla del cofre, que, brodada i decorada de la mateixa manera, representava simbòlicament el cel (la flor de lotus, les palmetes i les rosetes eren simbòliques). Sota aquesta capa tan luxosa estaven ocults els objectes d'especial importància i propòsit. Tot el contingut del cofre (campanes de bronze, peces d'animals, atuells de ceràmica en miniatura, sonalls, un ruixador de fluid sagrat en forma d'una figura d'ocell i, el més important, una estatueta de terracota) era indubtablement ritualista. Aquesta estatueta representa la dea mare de Katlanikhevi. Va ser importada de Tanagra, el centre més important de la coroplàstia grega, des d'on aquestes estatuetes van divergir a tot el món hel·lenístic. Les mostres de Tanagra s'han conservat força, tanmateix, es pot dir que, entre elles, la figura d'Uplistsikhe és una de les més belles.
A la mateixa cambra, al costat del cofre, hi havia restes de quatre llantes de ferro de grans rodes de fusta que tenien diferents diàmetres (170, 130, 47 i 39 cm). Les dues primeres estan forjades en metall sòlid i decorades amb grans boles de claus (5 cm de diàmetre). Ambdues llantes petites repeteixen l'estructura de les grans però fetes de ferro prim, i en lloc de boles decorades, tenen tapetes o claus hexagonals plans. Totes estan fetes malbé. Les rodes no podien pertànyer a un carro perquè eren de diferents diàmetres, mides poc pràctiques i amb decoració exterior. A les regions muntanyoses de Geòrgia, es dona fe de l'adoració de la roda com a símbol del sol i a la dea mare. El valor màgic també s'atribueix al cercle i al número quatre. Un exemple sorprenent d'això és l'Escher Cromlech (primera meitat del II mil·lenni aC), que consta de quatre cercles concèntrics. Sobre aquesta base, se suposa que les quatre rodes d'Uplistsikhe simbolitzaven els representants del culte astral pagà: el sol, la lluna, l'estel del matí i l'estel patró de la ciutat. S'han conservat emblemes similars, però en petites formes de discs de ceràmica, en molts llocs i en grans quantitats, en particular a Uplistsikhe i Katlanikhevi.

## Període antic
Segons les dades arqueològiques, Uplistsikhe es va convertir en un centre de culte a la fi del II mil·lenni o al començament del I mil·lenni abans de Crist. Segons els resultats de les excavacions a Uplistsikhe i els seus voltants, els científics suggereixen aquesta versió dels esdeveniments. Després de l'exploració humana de les terres fèrtils d'aquesta regió a l'edat del bronze, el centre religiós de la zona es trobava originàriament a l'assentament de Katlanishevi, que es troba a tres quilòmetres a l'oest d'Uplistsikhe. En aquest pujol, se'n va trobar un de l'edat del bronze, que va existir durant uns segles. A començaments del segon i primer mil·lenni aC, va haver un fort incendi a Katlanishevi, després del qual, a l'alba de l'edat del ferro, el centre de culte pagà es va traslladar a Uplistsikhe. L'elecció d'un penya-segat o un pujol per a un assentament humà o per crear un centre de culte és natural, ja que les roques i les muntanyes han estat durant molt de temps símbols de poder i eternitat, d'una banda, i de l'altra, els escarpats vessants de les roques serveixen com una fortificació natural.
No hi ha coves que puguin atribuir-se completament a aquesta època a Uplistsikhe, ja que molts edificis antics d'Uplistsikhe van ser reconstruïts i tornats a elaborar més tard; tanmateix, el material arqueològic indica un ús regular de molts llocs d'aquest període. Durant aquest període, el culte a una deïtat solar femenina es va registrar a Uplistsikhe, el símbol de la qual, més tard, també va ser la roda. L'única imatge d'aquesta deïtat (figureta d'argila) es va trobar únicament al Katlanishevi.
Existeixen dades arqueològiques sobre les relacions comercials d'Uplistsikhe d'aquest període amb Urartu i l'Imperi mede. D'altra banda, no hi ha evidència de l'entrada d'Uplistsikhe en cap entitat estatal més gran durant aquest període. Aparentment, va existir com un centre de culte independent.

## Període hel·lenístic
A mesura que creixia el nombre d'adoradors d'objectes religiosos a Uplistsikhe, la seva popularitat va augmentar, i al segle IV aC Uplistsikhe es va convertir en una ciutat. A la segona meitat del segle iv aC, la població dominava tot el territori del vessant sud de la muntanya amb una superfície total de 9,5 hectàrees. Al període posterior —probablement cap a finals del segle I i principis del segle II— diversos centenars d'estructures diferents van ser tallades en les roques, inclosos temples, edificis públics i residencials. A més a més, es van equipar pous i canaletes, portes de la ciutat, carrers i fortificacions. Tots aquests canvis importants van succeir, segons els arqueòlegs, durant algunes dècades. El creixement d'Uplistsikhe declina en el període de la formació del Regne d'Ibèria, el Regne de Geòrgia de l'est, la capital del qual es converteix en Mtskheta. Uplistsikhe va destacar entre les altres ciutats d'Ibèria pel seu valor predominantment icònic. La majoria dels edificis tenien exactament un propòsit religiós, i per tant, era precisament la ciutat temple, el principal centre religiós d'Ibèria. El paper d'Uplistsikhe es pot comparar amb el de la Grècia antiga de Delfos o l'antic Vani a Còlquida. El creixement de la ciutat es va facilitar, a més a més, pel fet que es trobava en una de les rutes comercials que connectaven Europa i l'Orient Mitjà, que passava entre les mars Negra i Càspia. Les afirmacions d'algunes publicacions populars, que Uplistsikhe es trobava a la Ruta de la Seda no són gaire creïbles per raons geogràfiques i cronològiques. És més correcte parlar simplement sobre la «ruta comercial».

### Construcció de la ciutat a l'època hel·lenística
La construcció d'Uplistsikhe en aquesta època es va traçar amb les característiques típiques de la ciutat del període hel·lenístic: la rasa de barrera i les muralles que protegeixen la ciutat en aquelles àrees on no hi ha obstacles naturals; els camins pavimentats; un túnel que baixa al riu; aconsegueix el subministrament d'aigua i sistema d'eliminació d'aigües residuals. Segons l'antiga tradició, la ciutat no sols tenia un túnel secret, sinó també quatre entrades, orientades als punts cardinals. La porta principal de la ciutat era a la part sud-est del penya-segat, a través de la qual el camí principal (sagrat) conduïa a la ciutat des de l'est. La porta del sud-est es trobava sobre una carretera estreta, tallada en la roca i amb vistes al riu Kura. Aquest camí era accessible únicament per a vianants. Les portes del nord-oest i del nord-est tenien un valor clarament simbòlic i no es van utilitzar en la pràctica, ja que arribaven fins als penya-segats que protegien a Uplistsikhe des del nord. Des del sud, la ciutat estava protegida per una muralla formada en la roca després del seu processament, i una rasa protectora. A la porta principal del sud-est es va construir un pont llevadís.
|                                                   |                                                                       |                                                                       |                                                                                                  |                                                                                                  |                                                                                                  |
|                                                   |                                                                       |                                                                       |                                                                                                  |                                                                                                  |                                                                                                  |
| Camí sagrat que passa a la ciutat des del sud-est | Camí sagrat, que condueix al carrer principal. Vista des de la ciutat | Camí sagrat, que condueix al carrer principal. Vista des de la ciutat | Penya-segats que protegeixen la ciutat des del nord-oest. Entrada a les coves, ara inaccessibles | Penya-segats que protegeixen la ciutat des del nord-oest. Entrada a les coves, ara inaccessibles | Penya-segats que protegeixen la ciutat des del nord-oest. Entrada a les coves, ara inaccessibles |
|                                                   |                                                                       |                                                                       |                                                                                                  |                                                                                                  |                                                                                                  |
|                                                   |                                                                       |                                                                       |                                                                                                  |                                                                                                  |                                                                                                  |
| Túnel secret que condueix al riu                  | Camí per als vianants a la porta sud-oest                             | Camí per als vianants a la porta sud-oest                             | Camí per als vianants a la porta sud-oest                                                        | Mur protector als afores del sud de la ciutat                                                    |                                                                                                  |

El subministrament d'aigua a la ciutat es realitzava de dues maneres. D'una banda, una font natural, situada en una cresta rocosa que continua per la part nord de la ciutat, estava connectada per un sistema de canonades de pedra d'uns 5 quilòmetres de longitud amb el centre de la ciutat. D'altra banda, hi havia un pou profund d'on venia l'aigua del riu Kura. Els experts suggereixen que el pou es considerava sagrat i que la seva aigua no s'usava per a ús domèstic sinó per a fins sacres.
L'arquitectura d'aquesta època està repleta de cambres rocoses i, per tant, és atípica no únicament a Geòrgia, sinó també a tota la regió de la Transcaucàsia. Els constructors van cercar reproduir els detalls típics de l'arquitectura tradicional de pedra o fusta. Moltes de les cambres en la roca estan decorades amb imitacions de bigues de fusta o pedra, columnes i d'altres elements arquitectònics. En aquest sentit, Uplistsikhe és similar a la Petra d'Aràbia, que també es va construir en el període hel·lenístic, així com a alguns edificis de Paflagònia. La influència de l'arquitectura parta no n'està exclosa.
|                                                |                             |                                   |
| Disseny interior del «Saló de la Reina Tamara» | Disseny del «Temple Formós» | Sostre del «Temple amb cassetons» |

La construcció dels locals d'Uplistsikhe es va portar a terme en dues etapes: primer n'hi va haver un gran desbast de la roca, després —quan s'acostava a la línia de la paret— la pedra va ser encavalcada finament a la forma desitjada, un procés que recorda el treball de l'escultor. Per a l'afinament es va utilitzar aigua i pedra abrasiva, i el procés no sols li va donar a la roca la forma requerida, sinó que també va aplicar una capa protectora fiable en la superfície de la roca (gres). Aquesta capa va ser dissenyada per evitar danys estructurals.

### Religió a l'Uplistsikhe hel·lenístic
La religió a Uplistsikhe era un conjunt típic de creences politeistes del seu temps. En el període hel·lenístic, a Uplistsikhe, a més a més de l'antic culte a la deïtat del Sol, s'adoraven altres cossos celestes i tot el panteó de déus pagans georgians, inclosos els déus de la terra, l'aigua i d'altres, cadascun dels quals tenia connexions amb els edificis religiosos corresponents. La posició dominant probablement va ser ocupada pel temple del Sol, destruït pels primers cristians després de la cristianització de Geòrgia al 337. A més a més, desenes d'altres llocs de culte, utilitzats activament en aquest període, es conserven a Uplistsikhe.
Per a l'adoració a les deïtats ctòniques, es van utilitzar grans fosses amb un diàmetre d'un a quatre metres, i la profunditat d'algunes d'elles assolia els 12 metres. Els clots es van usar per al sacrifici ritual d'animals als déus de l'inframon. Abans de les excavacions detallades i l'anàlisi de les restes de material del fons dels pous, el seu propòsit continuava sent incert. Com una de les suposicions, es va suggerir que els grans pous servien de presó. Aquesta suposició va resultar incorrecta, però algunes fonts populars encara indiquen l'existència de «presons subterrànies» a Uplistsikhe. Entre els investigadors del monument no hi ha consens sobre si tots els edificis religiosos han de considerar-se temples en el sentit clàssic de la paraula, però la majoria dels científics estan d'acord que tenien un propòsit religiós.
| | | |
| Restes d'antics altars, que es van trobar a prop de l'extrem sud-oest de la ciutat. Els arqueòlegs han descobert en ells rastres de múltiples capes de sacrificis d'animals | Un dels pous de sacrifici per al culte de les deïtats, cobert amb una xarxa moderna. El pou era part d'un antic temple, que després va ser reconstruït en una basílica cristiana | El temple Makvliani és el més gran (amb una superfície total d'aproximadament 300 m²) dels temples supervivents del període hel·lenístic. Els temples pagans més grans van ser reconstruïts en esglésies cristianes |

Tamaz Sanikidze, un dels principals arqueòlegs de l'assentament, va reconstruir el curs de la festa religiosa a l'Uplistsikhe hel·lenístic, basant-se en els resultats de les excavacions:
| «                 | [Els sacerdots] van instal·lar una estatueta de la dea... van començar a tocar les campanes i a fer sonar els picarols, les filoses, les pues de les quals, tocant el reble, feien un soroll aterridor; cuinaven pa sagrat estampant-lo amb segells d'argila, i... Havent ruixat la carn amb aigua sagrada bullida en foc sagrat, amb vi sagrat del gran [celler], feien libacions en honor de la deïtat, cantaven himnes, lloaven al Senyor i agraïen al Senyor la vida i el benestar que se'ls havia donat; al capvespre en algunes de les ocasions representaven els misteris. | » |
| — Tamaz Sanikidze | |   |

La roda com a símbol del sol va ser àmpliament utilitzada a Uplistsikhe. Es van usar rodes de vuit radis per a decoracions, que tenien un significat sacre durant les festivitats religioses, i també cobrien els pous de sacrifici per consideracions tant rituals com pràctiques.

### Vida econòmica de la ciutat
El període hel·lenístic va existir a compte de diverses donacions, regals i sacrificis de naturalesa religiosa. La plaça principal de la ciutat va ser assignada a edificis religiosos; el nombre de locals residencials era petit, no tenien gaire importància. La vinificació es va portar a terme dins de la ciutat, tanmateix, no per raons pràctiques, sinó religioses. Aparentment, el vi produït aquí es considerava sagrat. En el període hel·lenístic, Uplistsikhe estava envoltat de boscos, i els raïms van ser portats a la ciutat de lluny, especialment de zones elevades al vessant sud-oest, on estava equipada la premsa principal. A la part nord de la ciutat hi havia un gran magatzem de vins («marani»), dissenyat per a 58 gerres grans. Diversos petits magatzems de vi també enfrontaven amb grans edificis religiosos a la part central de la ciutat.
|                                                                           |                                                                                     |                                              |
| Un petit magatzem de vi («marani»), adjacent al «Saló de la Reina Tamara» | Premsa de raïm equipada amb ranures de degoteig i forats per a l'extracció de polpa | Sala d'estar a la part nord de l'assentament |

## Uplistsikhe en el cristianisme primitiu
Al 337, després de la proclamació del cristianisme com a religió d'estat a Geòrgia, va sorgir una confrontació entre els ciutadans d'Uplistsikhe pagans i els primers cristians, que va resultar en la persecució dels sacerdots i residents d'Uplistsikhe; part de les instal·lacions de la ciutat van ser destruïdes i incendiades, i s'establiren esglésies cristianes al lloc dels dos principals temples pagans. Es va trobar un document de l'Església cristiana primitiva que demanava que els pagans d'Uplistsikhe fossin assassinats, i potser molts sacerdots, així com alguns residents de la ciutat, van ser executats durant aquest període.
El temple del Sol, al cim de la ciutat, va ser reconstruït en una església cristiana. Un altre gran temple pagà amb una plaça que s'obria a la «Plaça Central» al segle VI va ser reconstruït en una basílica cristiana de tres naus que abasta uns 400 metres quadrats de superfície. Ambdues estructures es van esfondrar més ràpid que les altres, i a començaments de l'edat mitjana es va construir una església tota nova a l'indret principal d'Uplistsikhe, que s'anomenava l'«església Uplistsuli» ('església del Príncep'). Aquest edifici pertany als segles X-XI.
Un gran celler també va ser destruït pels primers cristians. Com van descobrir els arqueòlegs, «es van treure les gerres, es van esfondrar les construccions de fusta i després es va calar foc».
|                                 |                       |                                    |                                    |
| Restes de la basílica cristiana | «Església Uplistsuli» | Interiors de l'església Uplistsuli | Interiors de l'església Uplistsuli |

Durant molt de temps a Uplistsikhe va continuar el culte secret de les deïtats paganes. Els arqueòlegs han trobat espais tancats, on, fins i tot després de la introducció del cristianisme, es van continuar realitzant petits rituals de culte i sacrificis d'animals. En general, amb la introducció del cristianisme, el valor d'Uplistsikhe, naturalment, va caure bruscament; el flux de donacions va cessar, el nombre de pelegrins va disminuir. La ciutat en el seu valor també va disminuir a una fortalesa comuna.

## Uplistsikhe en l'edat mitjana

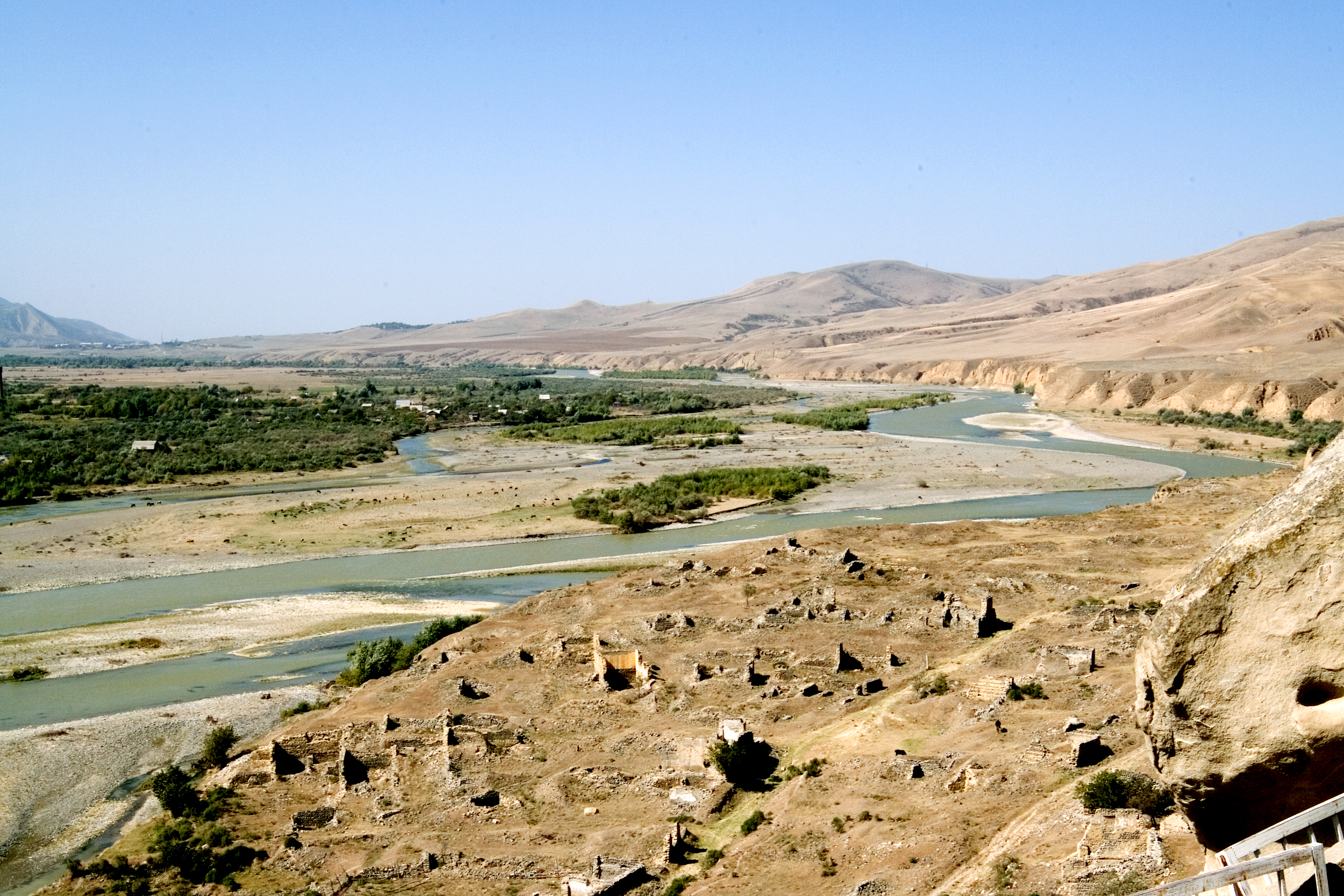
Restes d'un assentament medieval als afores del nord-oest d'Uplistsikhe

Al segle ix, hi va haver un canvi dramàtic en la vida d'Uplistsikhe, i novament va començar a tenir un paper important en la vida de Geòrgia. Les circumstàncies van ser que, des del segle ix, la capital de Geòrgia, Tbilisi, estava en mans dels àrabs, i Uplistsikhe es va convertir en el centre principal de Kartli i en el tema principal de la lluita per la influència i el tron. Als segles IX-X. Uplistsikhe, de fet, era la ciutat principal de Kartli; la població en aquest període assolí les 20.000 persones.
Durant aquest període, el riu Kura, que en el període més antic de la història de la ciutat rentava la roca del nord-oest, ja havia canviat el curs, i una gran part de la terra fèrtil es va formar des del costat nord-oest, on també es va establir un assentament: aquest va existir fins al 1968 quan, davant la insistència dels arqueòlegs, les autoritats locals van traslladar els residents als llogarets circumdants.
La història d'Uplistsikhe d'aquesta època es coneix per informes de cròniques, que reflecteixen transicions de ciutat prou regulars de mà en mà. La posició estratègica d'Uplistsikhe la va convertir en l'objectiu natural de tots els governants, que es van proposar la tasca de conquerir Kartli. Inicialment —des dels anys quaranta del segle ix—, Uplistsikhe era propietat del rei georgià David III d'Ibèria, seguit d'un llarg període de conquestes àrabs. Durant un temps, Uplistsikhe va estar en mans dels armenis, sota el lideratge de Simbaci II el Cosmocràtor, i els àrabs: al 914, l'exèrcit de Kartli va devastar Saja Abul Qashima. Després de la retirada dels àrabs, Uplistsikhe va tornar a estar a mans dels reis de l'oest de Geòrgia (Abkhàzia). El 975, el famós Bagrat III l'Unificador, fill adoptiu de David III d'Ibèria, en prendre el tron el 978, va unir per primera vegada Geòrgia i es va convertir en el governant d'Uplistsikhe. Després d'això, el govern el va tenir durant molt de temps la mare de Bagrat III, Guranducht. El següent període s'ha tractat amb menys detall en les cròniques. Se sap que Uplistsikhe va patir la invasió de Seljuk el 1080. Al 1122 el rei georgià David IV de Geòrgia va alliberar de nou Geòrgia dels àrabs; el centre estatal es va traslladar a Tbilisi i el valor d'Uplistsikhe va començar a decaure.
A començaments dels segles XII-XIII, es creu que la reina Tamara de Geòrgia es va detenir a Uplistsikhe, però els erudits no estan d'acord en aquest punt. Tanmateix, un dels antics temples pagans, convertit en cambres reials al segle x, es va conservar en les tradicions orals de la població local del segle xix com el «Saló de la Reina Tamara».
|                             |                                           |                          |                               |
| Cambres laterals de la sala | Emmagatzematge de vi («marani») a la sala | Vista general de la sala | Obertura rodona per a la llum |

Als segles XIII-XIV, Uplistsikhe va ser destruït per una sèrie de campanyes mongoles i després d'això va deixar d'exercir un paper important en la vida pública.

### Construcció de la ciutat a començaments de l'edat mitjana
En la disposició de la ciutat de l'edat mitjana, es van utilitzar edificis religiosos del període hel·lenístic, conservats a Uplistsikhe. Alguns d'ells es van convertir en locals del palau, i la majoria va començar a realitzar funcions econòmiques. La ciutat medieval —per contrast amb la ciutat religiosa d'Uplistsikhe de l'època anterior— era una ciutat fortalesa típica amb molts edificis residencials i comercials. Antics temples pagans, per tant, foren convertits en forns, magatzems i edificis residencials. El disseny de la ciutat medieval d'aquesta època es va portar a terme de manera caòtica; molts passatges van ser bloquejats sense raó. Les estructures arquitectòniques de l'època medieval, així com les primeres esglésies cristianes, van resultar ser menys fortes i duradores que les seves predecessores. La principal errada de càlcul en la construcció va ser que el gres de la roca sobre el qual es va construir Uplistsikhe no podia resistir les estructures de diversos nivells que els mestres medievals van intentar construir-hi. A més a més, a l'edat mitjana, aquest tractament abrasiu exhaustiu de la roca, que va donar força als edificis del període hel·lenístic, ja no es va utilitzar.
| |  |  |
| Una de les descobertes curioses d'Uplistsikhe és l'anomenada «Farmàcia» (esquerra). A les cel·les fetes de maons (centre), els arqueòlegs van trobar rastres de dotzenes de diferents herbes medicinals, aparentment utilitzades amb fins mèdics o cosmètics. Al costat de les cel·les en la roca hi ha un bany buit (dreta). Se sap que la «Farmàcia» va funcionar a l'edat mitjana; tanmateix, és possible que existís ja a Uplistsikhe en el període hel·lenístic |  |  |

## Decadència d'Uplistsikhe
Després de les incursions mongoles dels segles XIII-XIV, Uplistsikhe va deixar de ser una ciutat i va perdre importància. Els mongols van destruir les fortificacions d'Uplistsikhe als afores del sud, i la ciutat mai més va reconstruir les muralles. Més de 5.000 monjos residents a Uplistsikhe van ser assassinats al segle xiii durant la campanya d'Hülegü, net de Genguis Kan. A més a més, les invasions mongoles van canviar el paisatge de l'àrea circumdant: els boscos que envoltaven Uplistsikhe van ser cremats. Des del segle xiv es va utilitzar més aviat com un assentament temporal: en cas d'invasions, els residents locals dels llogarets circumdants es van refugiar a les coves en cas de perill. Al mateix temps, l'església Uplistsuli, encara que de manera intermitent, va continuar funcionant i continua fent-ho al nostre temps (segle XXI). Al segle xviii, es va col·locar un nou campanar, les parets van ser folrades amb una nova capa de maó. Les seves pintures de parets i murs originaris foren destruïts al segle xix, ara les parets de l'església presenten inscripcions d'autògrafs dels soldats i oficials de les unitats de l'exèrcit russes estacionades a les proximitats d'Uplistsikhe, dels anys 1848-1849.
|                                                     |                                                                          |                                                                          |
| Esquema d'Uplistsikhe per un viatger anglès el 1876 | Autògrafs de soldats i oficials russos a parets de l'església Uplistsuli | Autògrafs de soldats i oficials russos a parets de l'església Uplistsuli |

Alguns viatgers del segle xix van notar la presència a Uplistsikhe de persones, als quals els autors van anomenar «troglodites», probablement a causa de la forma de vida simple; literalment vivien en coves ja cobertes de terra.

## Uplistsikhe en els segles XX- XXI

Plànol de la ciutat rupestre d'Uplistsikhe

Des dels anys cinquanta del segle xx, Uplistsikhe es va convertir en un centre turístic. A mesura que es feien els treballs paral·lels sobre la neteja de l'assentament, portats a terme des de 1957 per una expedició arqueològica, el valor turístic del monument va augmentar: cada vegada més sales antigues estaven disponibles per a visita. De les més de 700 construccions a la ciutat, al voltant de 150 s'han conservat. Els edificis estan oberts als turistes.
Cap a finals del segle xx, el perill de greus danys en molts edificis va augmentar a causa de l'erosió del gres. El govern georgià no va poder assignar fons econòmics suficients per a la reconstrucció de les coves d'Uplistsikhe, i un nou petit terratrèmol que va succeir l'any 2000 va danyar severament algunes construccions.
El 2000, el Banc Mundial, juntament amb el govern georgià, va assignar diners per a la reconstrucció d'una part del monument, i també va pagar la disposició d'un centre turístic a la vora d'Uplistsikhe, que podria proporcionar informació en diferents llengües. Actualment no és clar com s'han utilitzat aquests fons, ja que el centre turístic en general està tancat, i la part georgiana afirma que els diners assignats per a la reconstrucció no van ser suficients. Els experts prediuen la destrucció greu del monument els pròxims 30 anys, si no es prenen mesures oportunes per preservar els talls existents. Uplistsikhe es troba en una àrea sísmica activa, i els terratrèmols posteriors també poden danyar seriosament el monument, especialment si no es prenen mesures de conservació.